# 三菱・シグマ
シグマ（SIGMA ）は、三菱自動車工業がかつて生産・販売していた高級セダンである。

## 概要
ディアマンテと同じプラットフォームを用いる大型セダンである。前期型は角目4灯ヘッドライト、独立したグリルを採用し、ディアマンテとの差別化をはかっていたが、後期型ではディアマンテと同じフロントマスクに変更された。
仕様はディアマンテとほぼ同等で、4WD車にはフルタイム4WD、4WS、4ABS、四輪独立懸架から構成される「アクティブ・フォー・システム」を、2WD車には、トラクションコントロールシステムに加え、アクティブECS、4WS、4ABS、4ISから構成される「アクティブ・ツー・システム」を搭載。さらに、ドライバーに合わせてシートやステアリングなど様々なポジションが自動調整される、世界初の三菱インテリジェントコクピットシステムが搭載された。
パトカー仕様は警ら用としては初めてV6・2.5Lエンジンを搭載して日本全国で配備された。末期モデルはブーメランタイプの散光灯も設定されていた。
4ドアハードトップが不人気な地域にはシグマが輸出され、その場合は前期型でもディアマンテ同様のフロントマスクだった。輸出仕様は3.0LにもMTが設定されていた（日本仕様は2.0L、2.5Lにしか設定がなかった）。
取扱販売店はギャラン店（ディアマンテはカープラザ店と併売だった）。

## 歴史
- 1990年10月 - ギャランΣ／エテルナΣの実質的後継として登場。駆動方式はFF/フルタイム4WD。エンジンもディアマンテ同様V6 2.0L/2.5L/3.0Lが設定されている。ディアマンテとの違いはセダンボディとヘッドライト、フロントグリル、テールランプ、および特別デザインのキーのみ。
- 1991年 パトカー仕様を追加。ギャランΣターボパトカーの代替で、エンジンはV6 2.5Lで5速MTが組み合わされている。ホイールはホイールキャップ非装着のスチールホイール、シートはビニールレザー。フェンダーミラーを装着。
  - 10月 - 一部改良。前席エアバッグの標準もしくはオプション化、LEDハイマウントストップランプ標準化に加え、ABSや難燃性室内材の採用グレードを拡大。AT全車に助手席アームレストチルト機構も追加。
- 1992年10月 - マイナーチェンジ。ディアマンテ同様、V6 2.0Lのエンジンを従来の6G71型SOHC12バルブから新開発の6A12型SOHC24バルブへ差し替えとなった。
- 1993年1月 - 新グレード・20Eエクゼクティブ追加。デボネアV2.0Lの代替の法人ユーザーや企業の役員送迎車向けで、ボンネットのフードトップにスリーダイヤのマークとフェンダーミラーを装着。センターコンソールは電話機取り付け対応。グリルはボンネットのフードマスコットにスリーダイヤが付くことからスリーダイヤの替わりに専用エンブレムを装着していた。
  - 11月 - マイナーチェンジ。フロントマスクがディアマンテと同じになる。
- 1994年 - 日本国内仕様の製造中止。
- 1996年 - 日本国外仕様、パトカー仕様の製造中止。シグマは一代で製造中止になったがディアマンテはモデルチェンジを受けており、パトカー仕様はディアマンテに受け継がれた。
- 2004年 - 1995年、1996年式パトカー仕様のリコールが行われた[2]。

## ギャラリー

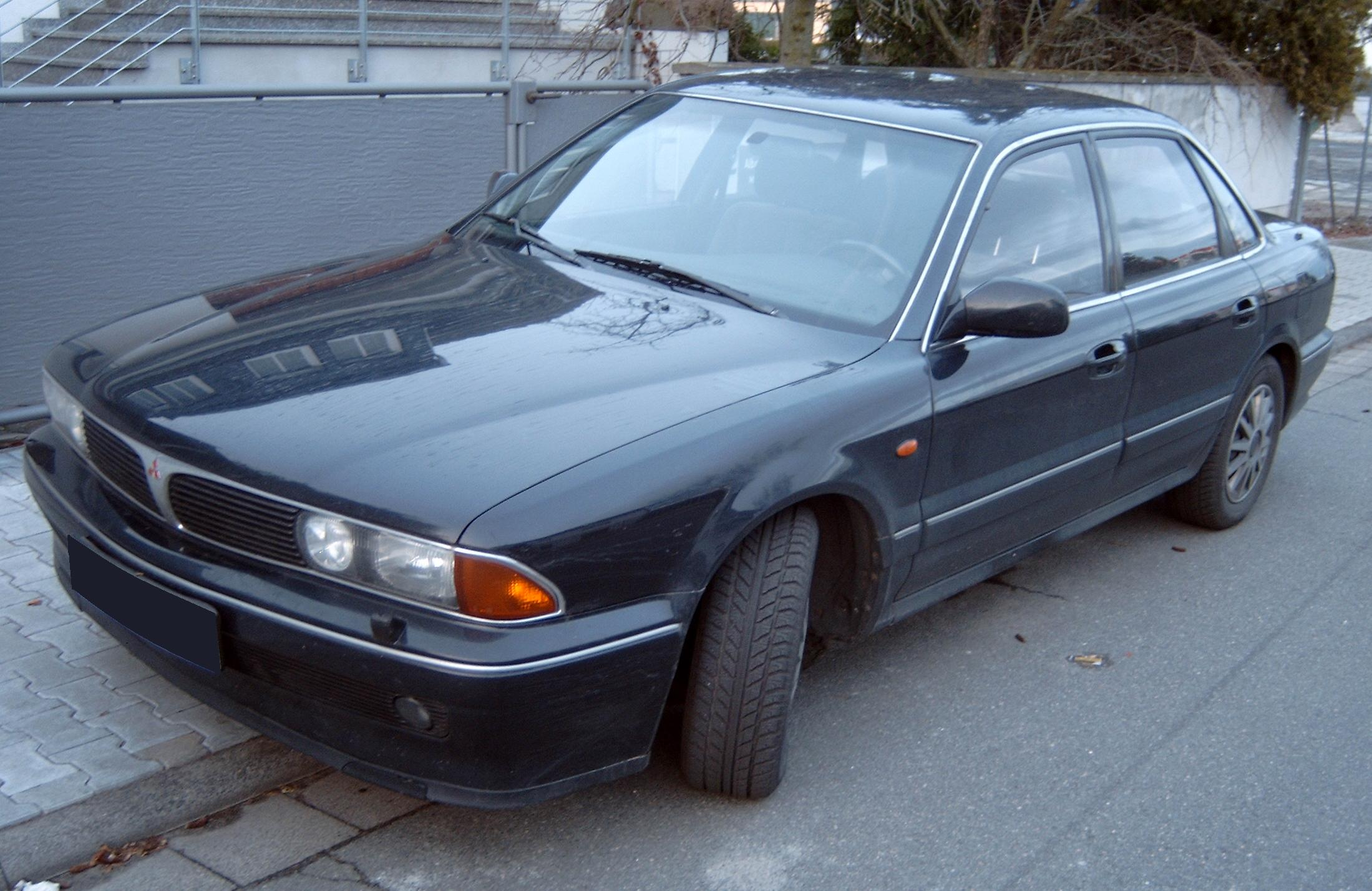
輸出仕様
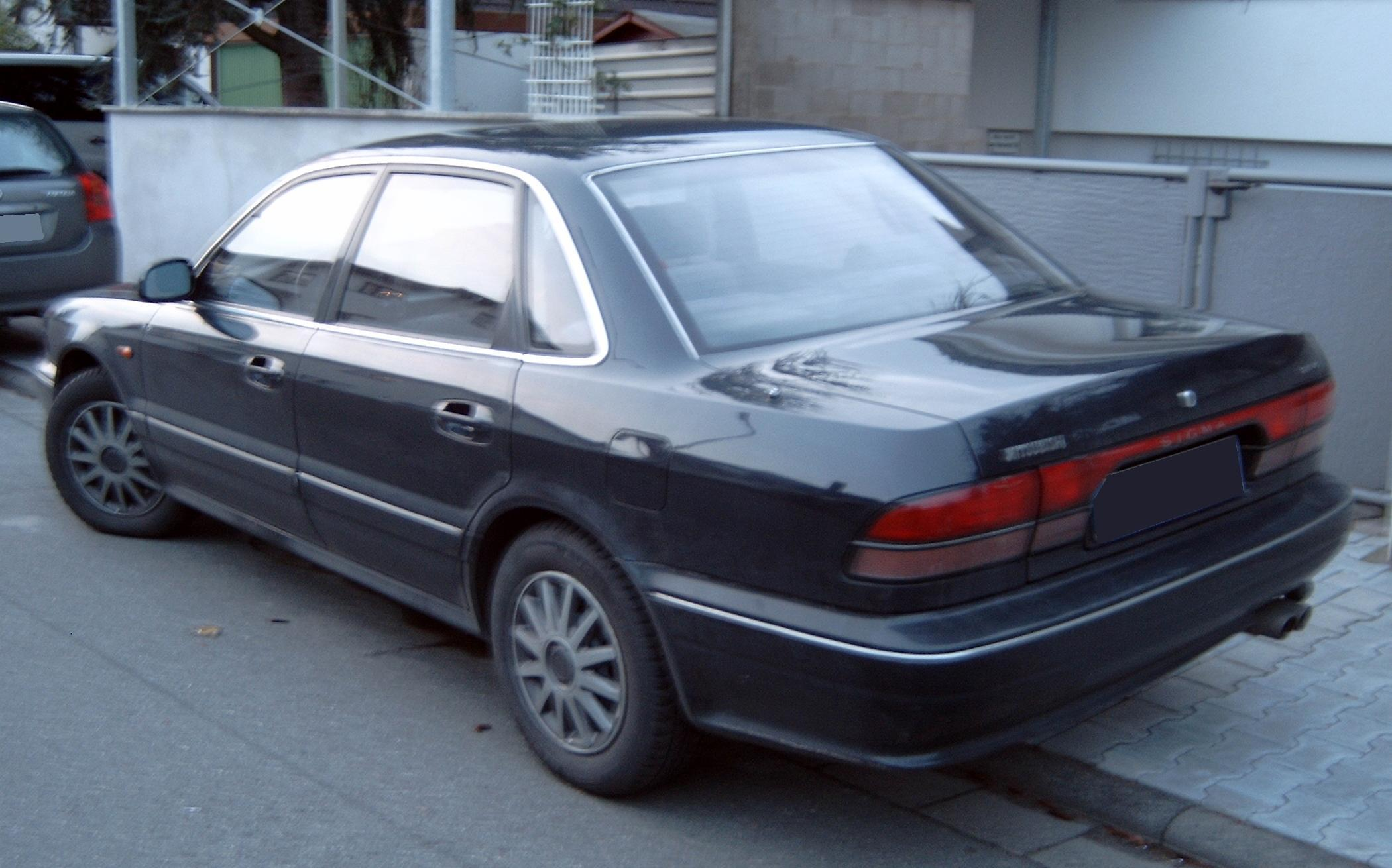
輸出仕様

## 名称について
シグマの名称はオーストラリアにおいては、1977年にクライスラー・オーストラリアの販売網で販売された、三菱・ギャランΛベースのクライスラー・シグマに端を発する。その後1982年にギャランΣベースの二代目モデルがミツビシ・モーターズ・オーストラリアによって1987年まで販売された。